# Авдеева, Анастасия Романовна
Анастасия Романовна Авде́ева (8 октября 2001, Ковров) — российская пловчиха, мастер спорта России международного класса. Участница чемпионата Европы, чемпионка и призёр чемпионатов России.

## Биография
Анастасия Авдеева родилась 8 октября 2001 года в городе Ковров в семье Романа Владимировича Авдеева и Анны Вячеславовны Авдеевой, 8 октября 2001 года. По словам самой пловчихи, она научилась плавать в 5 или 6 лет, после чего стала заниматься в секции по плаванию.

## Карьера
Авдеева наибольших успехов достигла в плавании на дистанции 200 метров на спине. Её тренером является Сергей Петрович Фёдоров, известный в качестве тренера Александра Сухорукова, призёра Олимпийских игр.
В 2016 году участвовала на этой дистанции на этапе Кубка мира в Москве, заняв седьмое место.
В конце 2017 года завоевала серебряную медаль на первенстве Европы в Израиле. Весной 2018 года она стала на чемпионате России по плаванию, а затем на чемпионате Европы среди юниоров в Хельсинки завоевала золотую медаль. Анастасия приняла участие во взрослом чемпионате Европы в Глазго, заняв пятое место на дистанции 200 метров на спине, а также стала 19-й на «стометровке» и 27-й на дистанции вдвое короче.
В конце 2018 года пловчиха завоевала бронзовую медаль чемпионата России на короткой воде в Казани на дистанции 200 метров на спине. 9 апреля 2019 года стала чемпионкой России в плавании на спине на 200 метров, преодолев квалификационный норматив для отбора в сборную на чемпионат мира в Кванджу.

### Лучшие результаты
| Дистанция \ Бассейн | 25 м    | 50 м    | [ 9 ] |
| ------------------- | ------- | ------- | ----- |
| 50 м на спине       | 28,09   | 28,63   | [ 9 ] |
| 100 м на спине      | 58,73   | 1.00,39 | [ 9 ] |
| 200 м на спине      | 2.04,42 | 2.09,25 | [ 9 ] |